# Телефонный план нумерации Монако
Телефонный план нумерации Монако —  диапазоны телефонных номеров, выделяемых различным пользователям телефонной сети общего пользования в Монако. Телефонные номера состоят из восьми цифр, номера фиксированной связи начинаются с цифры 9, а номера мобильных телефонов - с цифры 6.

## Обзор
До 21 июня 1996 года Монако являлось частью французского плана нумерации, с номерами фиксированных линий, начинающимися с 93. С этой даты Княжество приняло свой собственный код страны +377. Следовательно, все звонки между Францией и Монако должны были выполняться в международном формате, включая звонки в близлежащие районы Франции и из них.
Из Монако во Францию
00 33 x xx xx xx xx
Из Франции в Монако
00 377 xx xx xx xx
Из Монако в Россию
00 7 ххх ххх хх хх
Операторы мобильной связи по крайней мере в двух других юрисдикциях, в частности, Lonestar Cell в Либерии и Вала в Косово, также использовали телефонный код +377. Использование Вала +377 прекратилось 3 февраля 2017 года, когда Косово внедрило код +383.